# 李友梅 (1907年)
李友梅（1907年—1937年9月18日），字竹三。廣東省五華橫陂鎮錫坑鄉老樓村人。為羅店瀏河戰鬥中陣亡的士官。

## 生平
幼年無父無母，靠其兄李友雲扶養，之後就讀務本、端本學校，畢業後在廣州革命軍部隊當兵。1926年3月入黃埔軍校第四期步科學習，同年10月畢業，被派至北伐前線作戰，先後歷任國民革命軍第十四軍四十一師排、連、營長。抗戰時國民革命軍第一軍第一師第二四團團長，掛銜上校，同年9月18日在羅店瀏河戰鬥中中彈殉國。2015年8月24日，被列入民政部公布的第二批600名著名抗日英烈和英雄群體名錄。